# کالکه
کالکه (به انگلیسی: Kaleke) یک شهر در پاکستان است که در ناحیه حافظ آباد واقع شده‌است. کالکه ۱۸۷ متر بالاتر از سطح دریا واقع شده‌است.